# Kagera (região)
Kagera é uma região da Tanzânia. Sua capital é a cidade de Bukoba.

## Distritos
- Bukoba Urban
- Bukoba Rural
- Muleba
- Karagwe
- Ngara
- Biharamulo